# Mordellistena escisa
Mordellistena escisa es una especie de coleóptero de la familia Mordellidae.

## Distribución geográfica
Habita en Turkmenistán.